# Skilanglauf-Nor-Am-Cup 2019/20
Der Skilanglauf-Nor-Am-Cup 2019/20 war eine von der FIS organisierte Wettkampfserie, die zum Unterbau des Skilanglauf-Weltcups 2019/20 gehörte. Er begann am 6. Dezember 2019 in Vernon und sollte mit den Kanadischen Meisterschaften im Skilanglauf 2020 am 2. April 2020 in Vernon enden. Aufgrund der Absage der Meisterschaften wegen der COVID-19-Pandemie wurde die Saison vorzeitig beendet. Die Gesamtwertung der Männer gewann Antoine Cyr und bei den Frauen Katherine Stewart-Jones.

## Männer

### Resultate
| 1. Nor-Am-Cup in Canmore, 6. bis 8. Dezember 2019 | 1. Nor-Am-Cup in Canmore, 6. bis 8. Dezember 2019 | 1. Nor-Am-Cup in Canmore, 6. bis 8. Dezember 2019 | 1. Nor-Am-Cup in Canmore, 6. bis 8. Dezember 2019 | 1. Nor-Am-Cup in Canmore, 6. bis 8. Dezember 2019 |
| ------------------------------------------------- | ------------------------------------------------- | ------------------------------------------------- | ------------------------------------------------- | ------------------------------------------------- |
| Datum                                             | Disziplin                                         | Erster Platz                                      | Zweiter Platz                                     | Dritter Platz                                     |
| 6. Dezember 2019                                  | Sprint Freistil                                   | Jesse Cockney                                     | Peter Holmes                                      | Graham Ritchie                                    |
| 7. Dezember 2019                                  | 10 km klassisch                                   | Zak Ketterson                                     | Antoine Cyr                                       | Benjamin Lustgarten                               |
| 8. Dezember 2019                                  | 15 km Freistil                                    | Benjamin Lustgarten                               | Jack Caryle                                       | Hunter Wonders                                    |

| 2. Nor-Am-Cup in Gatineau, 13. bis 15. Dezember 2019 | 2. Nor-Am-Cup in Gatineau, 13. bis 15. Dezember 2019 | 2. Nor-Am-Cup in Gatineau, 13. bis 15. Dezember 2019 | 2. Nor-Am-Cup in Gatineau, 13. bis 15. Dezember 2019 | 2. Nor-Am-Cup in Gatineau, 13. bis 15. Dezember 2019 |
| ---------------------------------------------------- | ---------------------------------------------------- | ---------------------------------------------------- | ---------------------------------------------------- | ---------------------------------------------------- |
| Datum                                                | Disziplin                                            | Erster Platz                                         | Zweiter Platz                                        | Dritter Platz                                        |
| 13. Dezember 2019                                    | Sprint klassisch                                     | Bob Thompson                                         | Antoine Cyr                                          | Antoine Briand                                       |
| 14. Dezember 2019                                    | 10 km Freistil                                       | Antoine Cyr                                          | Ricardo Izquierdo-Bernier                            | Evan Palmer-Charrette                                |
| 15. Dezember 2019                                    | 10 km klassisch                                      | Evan Palmer-Charrette                                | Julian Smith                                         | Antoine Cyr                                          |

| 3. Nor-Am-Cup in Mont Sainte-Anne, 30. Januar bis 2. Februar 2020 | 3. Nor-Am-Cup in Mont Sainte-Anne, 30. Januar bis 2. Februar 2020 | 3. Nor-Am-Cup in Mont Sainte-Anne, 30. Januar bis 2. Februar 2020 | 3. Nor-Am-Cup in Mont Sainte-Anne, 30. Januar bis 2. Februar 2020 | 3. Nor-Am-Cup in Mont Sainte-Anne, 30. Januar bis 2. Februar 2020 |
| ----------------------------------------------------------------- | ----------------------------------------------------------------- | ----------------------------------------------------------------- | ----------------------------------------------------------------- | ----------------------------------------------------------------- |
| Datum                                                             | Disziplin                                                         | Erster Platz                                                      | Zweiter Platz                                                     | Dritter Platz                                                     |
| 30. Januar 2020                                                   | Sprint Freistil                                                   | Graham Ritchie                                                    | Jesse Cockney                                                     | Pierre Grall-Johnson                                              |
| 1. Februar 2020                                                   | 15 km klassisch                                                   | Antoine Cyr                                                       | Ricardo Izquierdo-Bernier                                         | Russell Kennedy                                                   |
| 2. Februar 2020                                                   | 30 km Freistil Massenstart                                        | Evan Palmer-Charrette                                             | Ricardo Izquierdo-Bernier                                         | Samuel Gary Hendry                                                |

| 4. Nor-Am-Cup und Kanadische Meisterschaften in Vernon, 26. März bis 2. April 2020 | 4. Nor-Am-Cup und Kanadische Meisterschaften in Vernon, 26. März bis 2. April 2020 | 4. Nor-Am-Cup und Kanadische Meisterschaften in Vernon, 26. März bis 2. April 2020 | 4. Nor-Am-Cup und Kanadische Meisterschaften in Vernon, 26. März bis 2. April 2020 | 4. Nor-Am-Cup und Kanadische Meisterschaften in Vernon, 26. März bis 2. April 2020 |
| ---------------------------------------------------------------------------------- | ---------------------------------------------------------------------------------- | ---------------------------------------------------------------------------------- | ---------------------------------------------------------------------------------- | ---------------------------------------------------------------------------------- |
| Datum                                                                              | Disziplin                                                                          | Erster Platz                                                                       | Zweiter Platz                                                                      | Dritter Platz                                                                      |
| 26. März 2020                                                                      | 10 km Freistil                                                                     | Wettkämpfe aufgrund der COVID-19-Pandemie abgesagt.                                | Wettkämpfe aufgrund der COVID-19-Pandemie abgesagt.                                | Wettkämpfe aufgrund der COVID-19-Pandemie abgesagt.                                |
| 27. März 2020                                                                      | 15 km klassisch                                                                    | Wettkämpfe aufgrund der COVID-19-Pandemie abgesagt.                                | Wettkämpfe aufgrund der COVID-19-Pandemie abgesagt.                                | Wettkämpfe aufgrund der COVID-19-Pandemie abgesagt.                                |
| 29. März 2020                                                                      | Sprint klassisch                                                                   | Wettkämpfe aufgrund der COVID-19-Pandemie abgesagt.                                | Wettkämpfe aufgrund der COVID-19-Pandemie abgesagt.                                | Wettkämpfe aufgrund der COVID-19-Pandemie abgesagt.                                |
| 2. April 2020                                                                      | 50 km Freistil                                                                     | Wettkämpfe aufgrund der COVID-19-Pandemie abgesagt.                                | Wettkämpfe aufgrund der COVID-19-Pandemie abgesagt.                                | Wettkämpfe aufgrund der COVID-19-Pandemie abgesagt.                                |

### Gesamtwertung Männer
| Rang | Name                     | Punkte |
| ---- | ------------------------ | ------ |
| 01   | Antoine Cyr              | 420    |
| 02   | Evan Palmer-Charrette    | 326    |
| 03   | Ricardo Izquirdo-Bernier | 322    |
| 04   | Jesse Cockney            | 274    |
| 05   | Graham Ritchie           | 265    |
| 06   | Jack Caryle              | 242    |
| 07   | Russell Kennedy          | 214    |
| 08   | Philippe Boucher         | 207    |
| 09   | Alexis Dumas             | 189    |
| 010. | Bob Thompson             | 188    |

| Rang | Name                 | Punkte |
| ---- | -------------------- | ------ |
| 011. | Samuel Gary Hendry   | 187    |
| 012. | Julian Smith         | 176    |
| 013. | Antoine Briand       | 173    |
| 014. | Zak Ketterson        | 172    |
| 015. | Benjamin Lustgarten  | 162    |
| 016. | Oliver Hamel         | 137    |
| 017. | Gareth Williams      | 128    |
| 018. | Julien Locke         | 124    |
| 019. | Pierre Grall-Johnson | 116    |
| 020. | Scott James Hill     | 106    |

| Rang | Name                        | Punkte |
| ---- | --------------------------- | ------ |
| 021. | Peter Holmes                | 105    |
| 022. | Étienne Hébert              | 97     |
| 023. | Ian Torchia                 | 86     |
| 023. | Dominique Moncion-Groulx    | 86     |
| 025. | Nicolas Beaulieu            | 85     |
| 026. | Hunter Wonders              | 82     |
| 027. | Adam Martin (Skilangläufer) | 74     |
| 028. | Angus Foster                | 73     |
| 029. | Léo Grandbois               | 63     |
| 029. | Anidan Kirkham              | 63     |

## Frauen

### Resultate
| 1. Nor-Am-Cup in Canmore, 6. bis 8. Dezember 2019 | 1. Nor-Am-Cup in Canmore, 6. bis 8. Dezember 2019 | 1. Nor-Am-Cup in Canmore, 6. bis 8. Dezember 2019 | 1. Nor-Am-Cup in Canmore, 6. bis 8. Dezember 2019 | 1. Nor-Am-Cup in Canmore, 6. bis 8. Dezember 2019 |
| ------------------------------------------------- | ------------------------------------------------- | ------------------------------------------------- | ------------------------------------------------- | ------------------------------------------------- |
| Datum                                             | Disziplin                                         | Erster Platz                                      | Zweiter Platz                                     | Dritter Platz                                     |
| 6. Dezember 2019                                  | Sprint Freistil                                   | Julia Richter                                     | Katherine Stewart-Jones                           | Katharine Ogden                                   |
| 7. Dezember 2019                                  | 5 km klassisch                                    | Katharine Ogden                                   | Katherine Stewart-Jones                           | Sydney Palmer-Leger                               |
| 8. Dezember 2019                                  | 10 km Freistil                                    | Caitlin Gregg                                     | Katharine Ogden                                   | Katherine Stewart-Jones                           |

| 2. Nor-Am-Cup in Gatineau, 13. bis 15. Dezember 2019 | 2. Nor-Am-Cup in Gatineau, 13. bis 15. Dezember 2019 | 2. Nor-Am-Cup in Gatineau, 13. bis 15. Dezember 2019 | 2. Nor-Am-Cup in Gatineau, 13. bis 15. Dezember 2019 | 2. Nor-Am-Cup in Gatineau, 13. bis 15. Dezember 2019 |
| ---------------------------------------------------- | ---------------------------------------------------- | ---------------------------------------------------- | ---------------------------------------------------- | ---------------------------------------------------- |
| Datum                                                | Disziplin                                            | Erster Platz                                         | Zweiter Platz                                        | Dritter Platz                                        |
| 13. Dezember 2019                                    | Sprint klassisch                                     | Katherine Stewart-Jones                              | Maya MacIsaac-Jones                                  | Katherine Weaver                                     |
| 14. Dezember 2019                                    | 5 km Freistil                                        | Katherine Stewart-Jones                              | Laura Leclair                                        | Cendrine Browne                                      |
| 15. Dezember 2019                                    | 10 km klassisch                                      | Katherine Stewart-Jones                              | Andree-Anne Theberge                                 | Annika Richardson                                    |

| 3. Nor-Am-Cup in Mont Sainte-Anne, 30. Januar bis 2. Februar 2020 | 3. Nor-Am-Cup in Mont Sainte-Anne, 30. Januar bis 2. Februar 2020 | 3. Nor-Am-Cup in Mont Sainte-Anne, 30. Januar bis 2. Februar 2020 | 3. Nor-Am-Cup in Mont Sainte-Anne, 30. Januar bis 2. Februar 2020 | 3. Nor-Am-Cup in Mont Sainte-Anne, 30. Januar bis 2. Februar 2020 |
| ----------------------------------------------------------------- | ----------------------------------------------------------------- | ----------------------------------------------------------------- | ----------------------------------------------------------------- | ----------------------------------------------------------------- |
| Datum                                                             | Disziplin                                                         | Erster Platz                                                      | Zweiter Platz                                                     | Dritter Platz                                                     |
| 30. Januar 2020                                                   | Sprint Freistil                                                   | Cendrine Browne                                                   | Laura Leclair                                                     | Emily Nishikawa                                                   |
| 1. Februar 2020                                                   | 10 km klassisch                                                   | Emily Nishikawa                                                   | Cendrine Browne                                                   | Andree-Anne Theberge                                              |
| 2. Februar 2020                                                   | 15 km Freistil Massenstart                                        | Emily Nishikawa                                                   | Cendrine Browne                                                   | Laura Leclair                                                     |

| 4. Nor-Am-Cup und Kanadische Meisterschaften in Vernon, 26. März bis 2. April 2020 | 4. Nor-Am-Cup und Kanadische Meisterschaften in Vernon, 26. März bis 2. April 2020 | 4. Nor-Am-Cup und Kanadische Meisterschaften in Vernon, 26. März bis 2. April 2020 | 4. Nor-Am-Cup und Kanadische Meisterschaften in Vernon, 26. März bis 2. April 2020 | 4. Nor-Am-Cup und Kanadische Meisterschaften in Vernon, 26. März bis 2. April 2020 |
| ---------------------------------------------------------------------------------- | ---------------------------------------------------------------------------------- | ---------------------------------------------------------------------------------- | ---------------------------------------------------------------------------------- | ---------------------------------------------------------------------------------- |
| Datum                                                                              | Disziplin                                                                          | Erster Platz                                                                       | Zweiter Platz                                                                      | Dritter Platz                                                                      |
| 26. März 2020                                                                      | 5 km Freistil                                                                      | Wettkämpfe aufgrund der COVID-19-Pandemie abgesagt.                                | Wettkämpfe aufgrund der COVID-19-Pandemie abgesagt.                                | Wettkämpfe aufgrund der COVID-19-Pandemie abgesagt.                                |
| 27. März 2020                                                                      | 10 km klassisch                                                                    | Wettkämpfe aufgrund der COVID-19-Pandemie abgesagt.                                | Wettkämpfe aufgrund der COVID-19-Pandemie abgesagt.                                | Wettkämpfe aufgrund der COVID-19-Pandemie abgesagt.                                |
| 29. März 2020                                                                      | Sprint klassisch                                                                   | Wettkämpfe aufgrund der COVID-19-Pandemie abgesagt.                                | Wettkämpfe aufgrund der COVID-19-Pandemie abgesagt.                                | Wettkämpfe aufgrund der COVID-19-Pandemie abgesagt.                                |
| 2. April 2020                                                                      | 30 km Freistil                                                                     | Wettkämpfe aufgrund der COVID-19-Pandemie abgesagt.                                | Wettkämpfe aufgrund der COVID-19-Pandemie abgesagt.                                | Wettkämpfe aufgrund der COVID-19-Pandemie abgesagt.                                |

### Gesamtwertung Frauen
| Rang | Name                    | Punkte |
| ---- | ----------------------- | ------ |
| 01   | Katherine Stewart-Jones | 460    |
| 02   | Cendrine Browne         | 320    |
| 03   | Laura Leclair           | 310    |
| 04   | Emily Nishikawa         | 260    |
| 05   | Annika Richardson       | 255    |
| 06   | Katharine Ogden         | 240    |
| 07   | Andrée-Anne Theberge    | 240    |
| 08   | Maya MacIsaac-Jones     | 238    |
| 09   | Sadie White             | 180    |
| 010  | Zoe Williams            | 158    |

| Rang | Name              | Punkte |
| ---- | ----------------- | ------ |
| 011. | Laurence Dumais   | 151    |
| 012. | Julia Richter     | 145    |
| 013. | Guro Jordheim     | 136    |
| 014. | Hannah Mehain     | 129    |
| 015. | Caitlin Gregg     | 125    |
| 016. | Frederique Vezina | 117    |
| 017. | Anna-Maria Dietze | 115    |
| 018. | Kaitlynn Miller   | 114    |
| 018. | Bronwyn Williams  | 114    |
| 020. | Katherine Weaver  | 112    |

| Rang | Name                    | Punkte |
| ---- | ----------------------- | ------ |
| 021. | Liliane Gagnon          | 104    |
| 022. | Tove Halvorsen          | 95     |
| 023. | Alayna Sonnesyn         | 92     |
| 024. | Marianne Scherrer       | 77     |
| 025. | Olivia Bouffard-Nesbitt | 74     |
| 026. | Sydney Palmer-Leger     | 73     |
| 027. | Jaqueline Mourão        | 69     |
| 028. | Alannah MacLean         | 65     |
| 029. | Emma Tarbath            | 64     |
| 030. | Katie Feldman           | 64     |